# Mühlenstraße 53/54 (Stralsund)
Das Wohnhaus Mühlenstraße 53/54 in Stralsund ist ein denkmalgeschütztes Bauwerk in der Mühlenstraße.

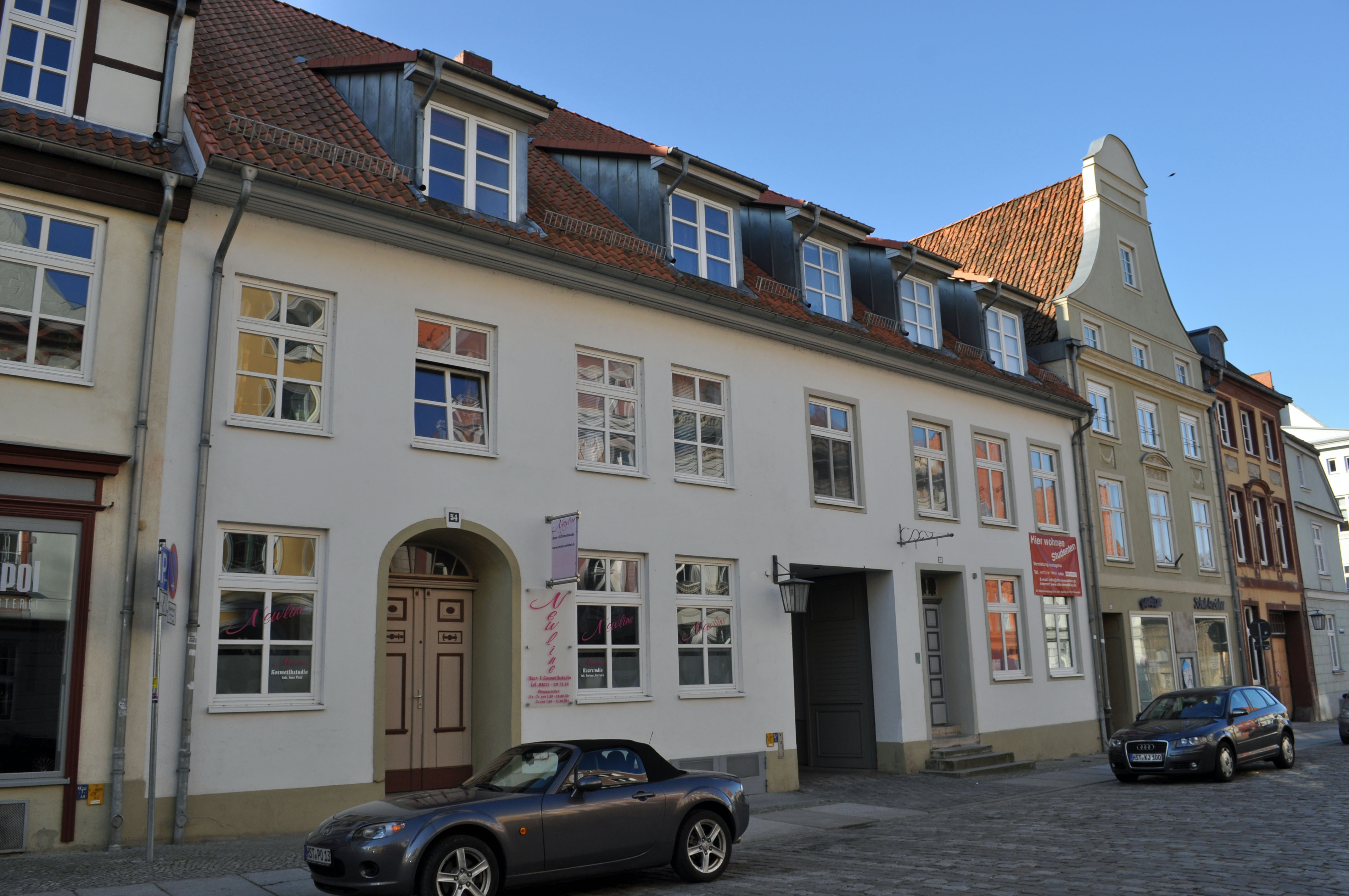
Haus Mühlenstraße 53/54 in Stralsund (2012)

Der zweigeschossige, vierachsige Putzbau wurde Mitte des 18. Jahrhunderts errichtet. Die Haustür ist klassizistisch gestaltet. Das traufständige Doppelhaus besitzt ein gemeinsames Satteldach.
Das Haus im Kerngebiet des von der UNESCO als Weltkulturerbe anerkannten Stadtgebietes des Kulturgutes „Historische Altstädte Stralsund und Wismar“ ist in die Liste der Baudenkmale in Stralsund eingetragen.